# Léonard-de-Matapédia
Léonard-de-Matapédia est un village de l'Est du Québec situé dans la vallée de la Matapédia au Bas-Saint-Laurent faisant partie de la municipalité de Saint-Alexis-de-Matapédia dans la municipalité régionale de comté d'Avignon au Canada.

### Source en ligne
- Commission de toponymie du Québec